# Alejo Véliz (cầu thủ bóng đá)
Alejo Véliz (sinh ngày 19 tháng 9 năm 2003) là một cầu thủ bóng đá chuyên nghiệp người Argentina hiện tại đang thi đấu ở vị trí tiền đạo cho câu lạc bộ Sevilla tại La Liga, theo dạng cho mượn từ Tottenham Hotspur tại Giải bóng đá Ngoại hạng Anh.

## Đầu đời
Alejo Véliz sinh ra ở Gödeken, một thị trấn nhỏ thuộc tỉnh Santa Fe, cách thành phố Rosario khoảng 120 km. Khi mới 3 tuổi, anh bắt đầu chơi bóng cho câu lạc bộ ở địa phương. Năm 6 tuổi, anh cùng gia đình chuyển đến Bernardo de Irigoyen, một thị trấn khác ở Santa Fe, nơi anh sớm bắt đầu chơi ở Club Unión Deportivo y Cultural cho đến năm 16 tuổi.

## Sự nghiệp thi đấu

### Rosario Central
Cuối năm 2019, Véliz thử việc với Rosario Central, nhưng anh chỉ bắt đầu chơi cho câu lạc bộ hơn một năm sau đó vì các giải đấu trẻ đã bị tạm dừng do đại dịch COVID-19.
Véliz ra mắt chuyên nghiệp cho Rosario Central vào ngày 23 tháng 7 năm 2021, vào sân thay thế cho Alan Marinelli trong chiến thắng 1–0 trên sân nhà trước Deportivo Táchira ở vòng 16 đội Copa Sudamericana năm 2021.
Anh chỉ chơi một số trận trong mùa giải 2021 nhưng trong mùa giải tiếp theo, anh đã tạo ra bước đột phá, ghi bàn thắng đầu tiên vào ngày 2 tháng 5 năm 2022 trong trận thua 2-1 trên sân khách trước Club Atlético Huracán.
Anh ghi bàn thắng thứ 2 trong trận đấu tiếp theo, chiến thắng 3–1 trước Estudiantes. Đây cũng là trận đấu cuối cùng của thần tượng và người thầy của anh, Marco Ruben.
Vào ngày 21 tháng 7 năm 2022, Véliz ghi bàn thắng duy nhất trong chiến thắng lịch sử 1-0 của Rosario Central trước Newell's Old Boys.

### Tottenham Hotspur
Vào ngày 8 tháng 8 năm 2023, Véliz ký hợp đồng 6 năm với câu lạc bộ Tottenham Hotspur tại Giải bóng đá Ngoại hạng Anh với phí chuyển nhượng ước tính trị giá 13 triệu bảng. Anh ra mắt cho câu lạc bộ vào ngày 30 tháng 9 năm 2023, trong chiến thắng 2-1 trên sân nhà trước Liverpool, vào sân thay người ở phút 90. Vào ngày 28 tháng 12 năm 2023, Véliz ghi bàn thắng đầu tiên cho Tottenham trong trận thua 2-4 trước Brighton & Hove Albion.

## Sự nghiệp quốc tế
Véliz lần đầu được triệu tập vào đội tuyển U-20 Argentina bởi huấn luyện viên Fernando Batista vào tháng 10 năm 2021. Anh tiếp tục được gọi bởi tân huấn luyện viên trưởng Javier Mascherano vào tháng 2 năm 2022 và trong mùa xuân tiếp theo.
Vào tháng 1 năm 2023, Véliz một lần nữa được gọi để tham gia Cúp bóng đá U-20 Nam Mỹ tại Colombia, nơi Argentina bị loại ở vòng bảng. Ở đây, anh đã thi đấu trong tất cả 4 trận, xuất phát ở trận gặp Paraguay và Peru.
Vào tháng 5 năm 2023, anh có tên trong đội hình Argentina tham dự Giải vô địch bóng đá U-20 thế giới 2023, được tổ chức trên sân nhà. Vào ngày 20 tháng 5, anh ghi bàn thắng quốc tế đầu tiên trong chiến thắng 2–1 trước Uzbekistan. Ba ngày sau, anh tiếp tục ghi bàn trong trận thắng 3–0 trước Guatemala.